# Reynaldo Clavasquín
José Reynaldo Clavasquín (ur. 28 stycznia 1972 w Puerto Cortés) – honduraski piłkarz występujący na pozycji obrońcy.

## Kariera klubowa
Clavasquín zawodową karierę rozpoczynał w 1992 roku w klubie CD Platense. W 1997 roku zdobył z tym klubem Puchar Hondurasu, Superpuchar Hondurasu, a także wywalczył z nim wicemistrzostwo Hondurasu. W 1998 roku odszedł do klubu CD Motagua. W sezonie 1997/1998 zdobył z zespołem Superpuchar Hondurasu, a także mistrzostwo Clausura. W sezonie 1999/2000 ponownie został mistrzem Apertura i Clausura.
We wrześniu 2000 roku przeszedł do szkockiego Dundee United. Po miesiącu odszedł do austriackiego BSV Bad Bleiberg, grającego w drugiej lidze. W 2001 roku powrócił do Hondurasu, gdzie został graczem Realu España. W sezonie 2003/2004 zdobył z nim mistrzostwo Apertura. W 2004 roku zakończył karierę.

## Kariera reprezentacyjna
W reprezentacji Hondurasu Clavasquín zadebiutował w 1999 roku. Do 2001 roku w kadrze zagrał 35 razy i zdobył 3 bramki.

## Kariera trenerska
W 2008 roku przez krótki czas trenował klub CD Motagua.